# Violet Journey
Violet Journey é o primeiro álbum de estúdio da guitarrista Orianthi. O álbum foi gravado e auto-lançado em 2005, no entanto, foi apenas oficialmente lançado para o mercado australiano a 4 de Junho de 2007 através de um acordo de distribuição com a  Universal Music Austrália.

## Músicas
Todas as músicas escritas por Orianthi.
1. "Lights of Manos" - 2:58
2. "He's Gone" - 3:21
3. "Violet Journey" - 3:10
4. "Everyday" - 4:46
5. "Here on Earth" - 4:18
6. "Right Now" - 4:24
7. "Anybody Else" - 4:52
8. "Out of Reach" - 5:08
9. "Wouldn't Change a Thing" - 4:22
10. "Anaheim" - 4:13